# Васюта, Михаил Адамович
Михаил Адамович Васюта — советский хозяйственный, государственный и политический деятель.

## Биография
Родился в 1911 году в селе Уховецк. Член КПСС с 1939 года.
С 1925 года — на хозяйственной, общественной и политической работе. В 1925—1943 гг. — борец с польской администрацией Западной Украины, политзаключённый, активный деятель КПЗУ, борец за воссоединение Западной Украины и УССР, репрессирован за сопротивление польским властям, после присоединения Западной Украины к СССР — председатель колхоза «Полесье» Ковельского района Волынской области Украинской ССР, участник Великой Отечественной войны, младший лейтенант, командир 2-го взвода 2-й роты партизанского отряда им. Боженко партизанского соединения Н. Н. Попудренко.
Избирался депутатом Верховного Совета СССР 1-го созыва.
Погиб в 1943 году.
Мать — Прасковья Варфоломеевна Васюта, заместитель председателя колхоза «Полесье» Ковельского района Волынской области Украинской ССР, депутат Верховного Совета СССР 2-го созыва. Средний брат — Степан — убит вместе с отцом польской полицией 21 июля 1934 года в рамках пацификации; младший брат — Иван — в эвакуации вместе с материю, партизан партизанского отряда имени Кирова, подорвался на немецкой мине, похоронен в братской могиле воинского захоронения № 2033 г. Ветка Ветковского района Гомельской области.